# Pelješac
Pelješac és una península al sud de Dalmàcia que pertany a la República de Croàcia. Administrativament forma part del Comtat de Dubrovnik-Neretva i és la segona península més gran de Croàcia. Té una longitud de 65 km des de l'istme que comença a Ston fins al cap Lovišta.

## Etimologia
El nom Pelješac deriva probablement de Pelisac, nom d'un turó a la ciutat d'Orebić. Aquest nom és però relativament nou: històricament la península s'ha conegut com a Stonski Rat, Puncta Stagni, Ponta di Stagno i Sabbioncello.

## Geografia

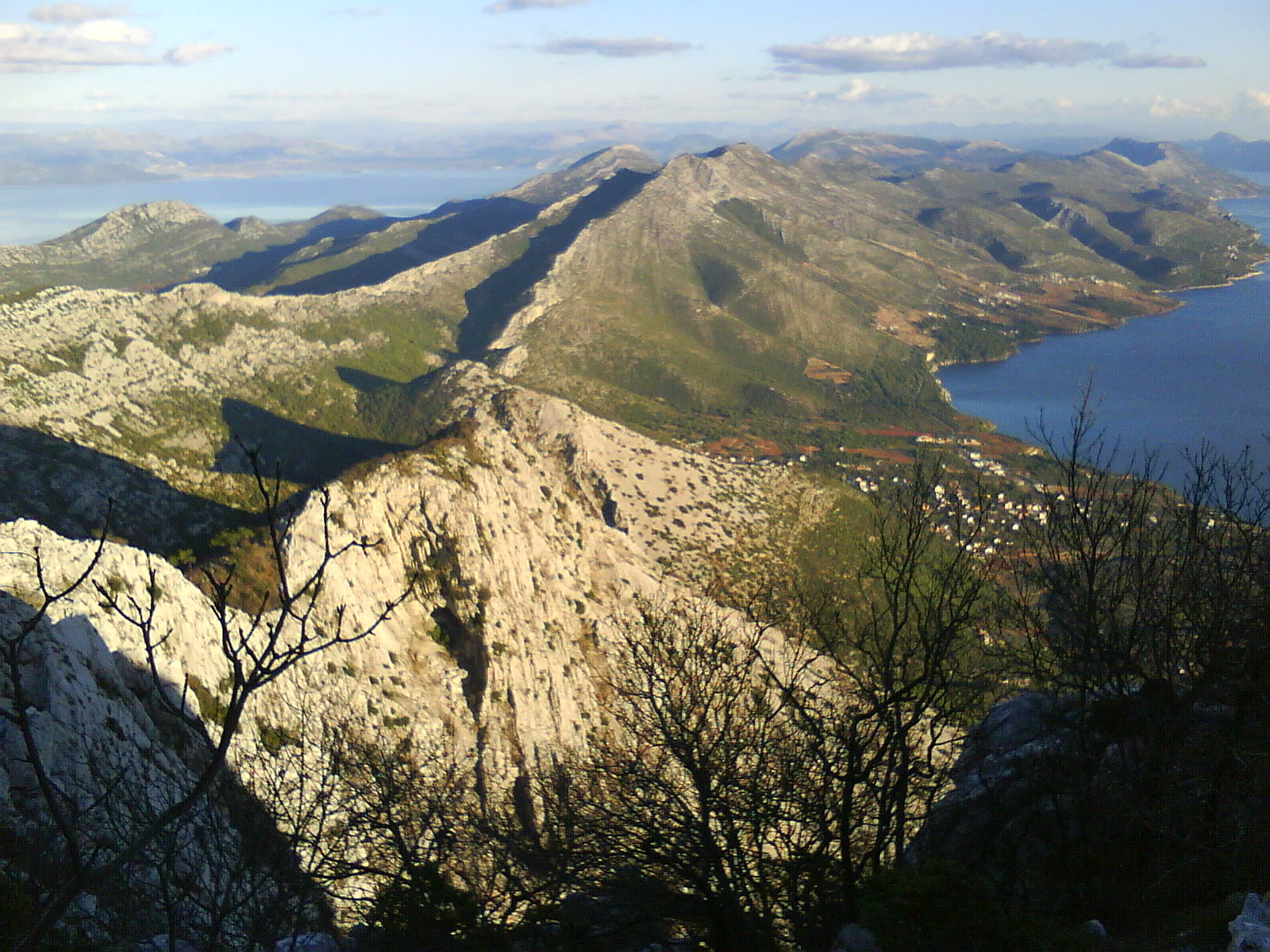
Relleu càrstic típic de la topografia de Pelješac.

La badia de Mali Ston separa Pelješac de la península de Klek (que pertany a Bòsnia i Hercegovina excepte pel cap Rep Kleka, de sobirania disputada) i del continent europeu. L'estret de Pelješac es troba a l'extrem occidental i separa la península de l'illa de Korčula. A l'oest de la península s'hi troba el seu punt més alt, a 961 m sobre el nivell del mar.

## Municipis

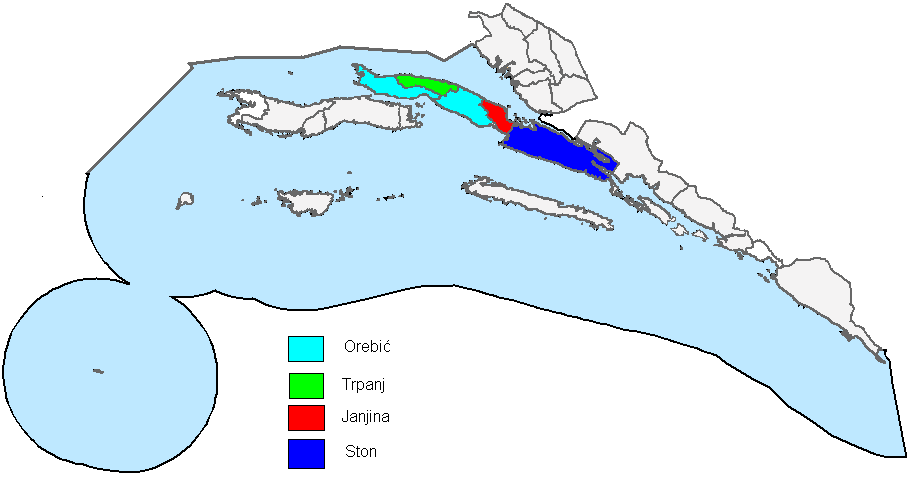
Subdivisió municipal.

Administrativament la península es divideix en quatre municipis:
- Orebić, a la part occidental, amb 4.165 habitants (2001).
- Trpanj, al nord-oest, amb 871 habitants.
- Janjina, al centre, amb 593 habitants.
- Ston, a l'est, amb 2.605 habitants.[2]

## Història

### Prehistòria
La menció més antiga de la que es té constància data de l'antiga Grècia. L'àrea va ésser annexionada a la província Romana de Dalmàcia després de les Guerres il·líries (220 aC a 219 aC.). Poc després va arribar-hi immigració romana. En el segle vi va passar a mans de l'Imperi Romà d'Orient. Amb l'arribada del croats, l'àrea del Neretva (des de les muntanyes al nord d'Herzegovina fins a Rijeka Dubrovačka) va ser fundada pel príncep de Zahumlje juntament amb Neretva, Primorje i Herzegovina, que també havia format part de Ston amb Rat (Peljesac) i Melita. Els governants locals van reconèixer la supremacia d'Imperi Romà d'Orient. Després de Mihajlo Višević, qui va reconèixer l'autoritat de búlgar Simeon, Zahumlje va ser governat per dinasties diferents. Pels volts del 950 va ser breument governada per Časlav. Al final del segle x Samuilo era el senyor de Zahumlje, i el ducat va pertànyer al rei Ivan Vladimir. En 1168, el ducat i Zahumlje van ser conquerits per Stevan Nemanja, prefecte major de Raški. Trenta anys més tard Zahumlje va ser envaït per Andrija, duc de Croàcia i Dalmatia. En 1254, Béla IV d'Hongria va conquerir Bòsnia i Zahumlje. A partir del 1304, Zahumlje va ser governada per Mladen Šubić, després altra vegada per un període curt per feligresos serbis i, des del 1325, per Stjepan Kotromanić fins a caure finalment en mans de Dubrovnik.
La ciutat antiga de Ston es trobava en els pendents dels turons de Gorica i Sant Miquel, al sud del terme de Ston. Hi hi havia diverses esglésies cristianes primerenques allà, essent la més gran l'església de Sant Esteve. L'església de Maria Magdalena, seu del bisbat, existí fins a la seva destrucció a causa d'un bombardeig aliat en 1944. L'únic església que encara es conserva és la de Sant Miquel, construïda enmig d'un castrum.
La ciutat vella original va ser destruïda pel terratrèmol de 1252. Amb l'arribada de la república, una ciutat nova va ser construïda a l'emplaçament actual. Quan es van practicar reconstruccions a l'església de Sant Miquel al capdamunt del turó, hi van aparèixer fragments de guix decoratiu romà, tombes romanes i ceràmiques antigues. Segons algunes fonts, Ston va experimentar una guerra civil destructiva l'any 1250, i en aquests conflictes la ciutat va patir grans destrosses.
Els temps turbulents a principis del segle xiv es van estendre a través de tot el país de Zahumlje. La usurpació perpetrada pels germans Branivojević va forçar els habitants de Dubrovnik a combatre en 1326 amb l'ajut de Stjepan Kotromanović (Esteve II). Aquell any, Dubrovnik va ocupar Ston. La gent de Dubrovnik van començar immediatament la construcció d'una nova ciutat de Ston per tal de defensar Pelješac i protegir els esclaus dels quals havien obtingut molts diners.

### Història moderna

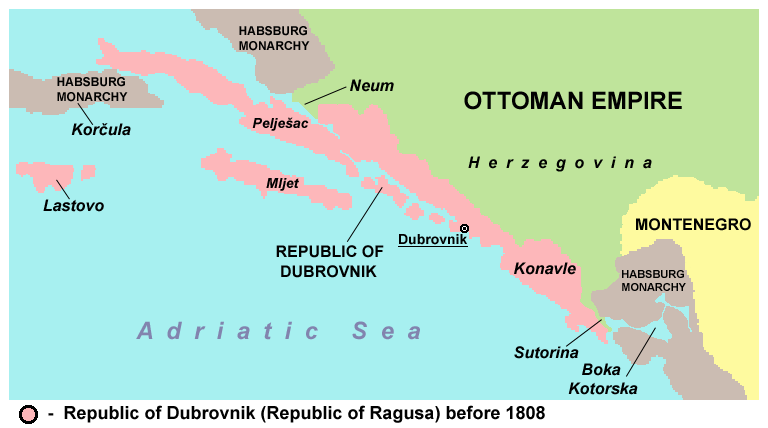
Pelješac dins de la República de Ragusa abans 1808.

La muralla de Ston és una gran fortificació construïda per la República de Ragusa. És la segona muralla més llarga d'Europa.
L'Imperi francès va ocupar la regió en 1806, abolint la república de Ragusa, i l'any 1808 va annexionar el territori a les Províncies Il·líruques. El 1815 la península va passar a mans de l'Imperi Austríac i des del 1867 va formar part de Cisleitània (Àustria-Hongria). Entre els anys 1918 i 1991 Pelješac va formar part de la República Socialista de Croàcia, dins la República Federal Socialista de Iugoslàvia.

## Transport

### Pont de Pelješac

El pont proposat (marcat en vermell) connectarà Pelješac amb la part nord de Croàcia.

Actualment Croàcia queda partida en dos a causa de la ciutat de Neum, que forma part de Bòsnia i Hercegovina. Per tal d'assegurar el transport terrestre entre ambdues regions, s'ha proposat la construcció d'un pont a Pelješac que connecti la península amb la part nord de Croàcia. L'inici de la construcció del pont ha estat contínuament retardat a causa de diverses disputes territorials i frontereres entre els dos països.